# Sempur (Bogor Tengah)
Sempur is een bestuurslaag in het regentschap Kota Bogor van de provincie West-Java, Indonesië. Sempur telt 8117 inwoners (volkstelling 2010).